# Marie Augustine Worth

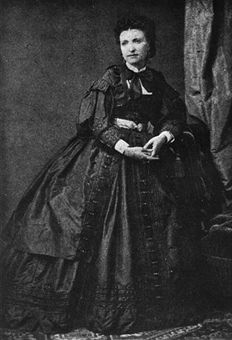
Marie Augustine Worth

Marie Augustine Worth (geborene Vernet; * 23. August 1825 in Clermont-Ferrand; † 1898) war die Ehefrau des Modedesigners Charles Frederick Worth und das erste Mannequin.
Marie Vernet war eine junge Verkäuferin bei Gagelin et Opigez, einem Pariser Handelshaus für hochwertige Seidenstoffe. 1846 hatte der aus London kommende Tuchverkäufer Charles Worth dort eine Stellung bekommen und schnell begonnen, Karriere zu machen. Dort lernte er Marie Vernet kennen und schätzen und begann, für sie Kleider anzufertigen. Kundinnen begannen bald Notiz zu nehmen von den elegant geschnittenen Kleidern der jungen Verkäuferin und fragten an, ob für sie nicht gleichartiges angefertigt werden könne. Worth schlug daher der Leitung von Gagelin vor, eine Abteilung für Damenbekleidung einzurichten, die von Marie Vernet geleitet werden könne. Nach anfänglichem Zögern wurde eine kleine Damenkleiderabteilung etabliert. Marie wirkte dort jedoch nicht nur als Verkäuferin, sondern führte die Kleider auch vor, wodurch sie zum ersten Mannequin in der Geschichte der Mode wurde.
Bis dahin wurde Damenkleidung (wie auch Herrenkleidung) aufgrund einer Vorlage oder einer Zeichnung und nach Auswahl eines geeigneten Stoffes gefertigt und der Kundin in mehreren Sitzungen (üblich waren sechs) angepasst. Die Schneiderin kam zu diesem Zweck in das Haus der Kundin. Worth änderte diese Arbeitsweise in jedem einzelnen Punkt. Kleidungsstücke wurden von einem lebenden Modell vorgeführt und nicht mehr anhand einer Abbildung ausgewählt bzw. auf eine Puppe drapiert. Die Kundin kam nun zum Schneider und statt sechs Sitzungen genügte nur eine. Zudem waren Männer bis dahin im Bereich der Damenbekleidung kaum vertreten.
1858 mache Worth sich zusammen mit einem schwedischen Partner selbständig und etablierte ein Damenbekleidungsgeschäft in der Rue de la Paix 7 im Zentrum von Paris. Die Geschäfte verliefen jedoch anfangs nur schleppend, und so kam es, dass Marie Worth (im Juni 1851 hatten die beiden geheiratet), in einer Rolle zu wirken begann, die man heute als Brand Ambassador bezeichnen würde. Zunächst galt es, die Kaiserin Eugénie, die im Zweiten Kaiserreich das bestimmende Zentrum modischen Geschmacks bildete, als Kundin zu gewinnen. Worth sandte Marie daher zu Fürstin Pauline von Metternich, der Frau des österreichischen Botschafters in Paris, einer sehr modebewussten Dame und Freundin der Kaiserin. Marie gelang es, das Interesse der Fürstin zu erwecken, der sie ein Album mit Entwürfen ihres Mannes vorlegte. Die Fürstin bestellte zwei Kleider, welche bei einem Empfang die Aufmerksamkeit der Kaiserin erregten. So wurde Kaiserin Eugénie und damit bald schon ein weiter Kreis prominenter Damen aus ganz Europa zu Kundinnen von Worth, darunter Königin Victoria, Elisabeth „Sissi“ von Österreich, die für ihre Schönheit gefeierte Lillie Langtry, die Schauspielerin Sarah Bernhardt, die Sopranistin Nellie Melba und die Halbweltdame Cora Pearl. Viele seiner Kundinnen nahmen eine lange Anreise nach Paris in Kauf, um sich von Worth einkleiden zu lassen.
Marie aber fuhr auch in den folgenden Jahren fort, für ihren Mann zu wirken und neue Kundinnen zu gewinnen, indem sie Salons besuchte und zu Ereignissen erschien, zu denen die modische Welt sich traf, und bei dieser Gelegenheit natürlich die Kleider des Hauses Worth trug. Mit der Zeit gewann dadurch sie und ihre Erscheinung eine eigenständige Bedeutung und Gewicht in der Welt der Mode.
Aus der Ehe mit Worth gingen zwei Söhne, Gaston und Jean-Philippe, hervor. Nach dem Tod von Worth 1895 leitete Marie Worth das Unternehmen zusammen mit ihren Söhnen bis zu ihrem eigenen Tod 1898.